# Campeonato Panamericano Junior de Hockey Sobre Césped Masculino de 2008
El Panamericano Junior de Hockey Sobre Césped Masculino de 2008 fue la novena edición del torneo continental para menores de 21 años. Se realizó entre el 17 y el 26 de octubre en Puerto España, Trinidad y Tobago. Fue la segunda vez que Puerto España organizaba el torneo.
Argentina, Chile y Estados Unidos lograron clasificar a la Copa Mundial Junior del año siguiente realizada en Malasia y Singapur.
Argentina logró su noveno título panamericano luego de vencer 3-0 a Chile. Estados Unidos se impuso 6-5 en los penales a Canadá luego de empatar 2-2.

## Primera fase

### Grupo A
| Equipo            | J | G | E | P | GF | GC | DG  | Pts |
| ----------------- | - | - | - | - | -- | -- | --- | --- |
| Argentina         | 4 | 4 | 0 | 0 | 41 | 2  | +39 | 12  |
| Estados Unidos    | 4 | 3 | 0 | 1 | 14 | 11 | +3  | 9   |
| Trinidad y Tobago | 4 | 2 | 0 | 2 | 11 | 12 | -1  | 6   |
| Puerto Rico       | 4 | 1 | 0 | 3 | 8  | 16 | -8  | 3   |
| Jamaica           | 4 | 0 | 0 | 4 | 0  | 33 | -33 | 0   |

| 17 de octubre de 2008 | T. y Tobago | 3:1     | Puerto Rico |                            |                            |
|                       |             | Reporte |             | Árbitro(s): Jamar Springer | Árbitro(s): Jamar Springer |

| 17 de octubre de 2008 | Argentina | 15:0    | Jamaica |                                        |                                        |
|                       |           | Reporte |         | Árbitro(s): Devin Hooper Ayden Shrives | Árbitro(s): Devin Hooper Ayden Shrives |

| 18 de octubre de 2008 | Jamaica | 0:7     | Estados Unidos |                                           |                                           |
|                       |         | Reporte |                | Árbitro(s): Fernando Gómez Coen van Bunge | Árbitro(s): Fernando Gómez Coen van Bunge |

| 18 de octubre de 2008 | Argentina | 9:1     | Puerto Rico |                           |                           |
|                       |           | Reporte |             | Árbitro(s): Haider Rasool | Árbitro(s): Haider Rasool |

| 20 de octubre de 2008 | Estados Unidos | 0:9     | Argentina |                                          |                                          |
|                       |                | Reporte |           | Árbitro(s): Coen van Bunge Ayden Shrives | Árbitro(s): Coen van Bunge Ayden Shrives |

| 20 de octubre de 2008 | Jamaica | 0:6     | T.y Tobago |                                        |                                        |
|                       |         | Reporte |            | Árbitro(s): Diego Barbas Haider Rasool | Árbitro(s): Diego Barbas Haider Rasool |

| 21 de octubre de 2008 | Puerto Rico | 1:4     | Estados Unidos |                                           |                                           |
|                       |             | Reporte |                | Árbitro(s): Devin Hooper Donny Gobinsingh | Árbitro(s): Devin Hooper Donny Gobinsingh |

| 21 de octubre de 2008 | T.y Tobago | 1:8     | Argentina |                                         |                                         |
|                       |            | Reporte |           | Árbitro(s): Grant Hundley Haider Rasool | Árbitro(s): Grant Hundley Haider Rasool |

| 23 de octubre de 2008 | Puerto Rico | 5:0     | Jamaica |                                        |                                        |
|                       |             | Reporte |         | Árbitro(s): Jamar Springer Jon Stoller | Árbitro(s): Jamar Springer Jon Stoller |

| 23 de octubre de 2008 | Estados Unidos | 3:1     | T.y Tobago |                                          |                                          |
|                       |                | Reporte |            | Árbitro(s): Coen van Bunge Ayden Shrives | Árbitro(s): Coen van Bunge Ayden Shrives |

### Grupo B
| Equipo   | J | G | E | P | GF | GC | DG  | Pts |
| -------- | - | - | - | - | -- | -- | --- | --- |
| Chile    | 5 | 4 | 0 | 1 | 37 | 2  | +35 | 12  |
| Canadá   | 5 | 4 | 0 | 1 | 27 | 4  | +23 | 12  |
| México   | 5 | 4 | 0 | 1 | 29 | 9  | +20 | 12  |
| Barbados | 5 | 2 | 0 | 3 | 23 | 17 | +6  | 6   |
| Brasil   | 5 | 1 | 0 | 4 | 2  | 30 | -28 | 3   |
| Guyana   | 5 | 0 | 0 | 5 | 1  | 57 | -56 | 0   |

| 17 de octubre de 2008 | Canadá | 15:0    | Guyana |                                        |                                        |
|                       |        | Reporte |        | Árbitro(s): Diego Barbas Grant Hundley | Árbitro(s): Diego Barbas Grant Hundley |

| 17 de octubre de 2008 | Chile | 6:0     | Barbados |                                        |                                        |
|                       |       | Reporte |          | Árbitro(s): Coen van Bunge Jon Stoller | Árbitro(s): Coen van Bunge Jon Stoller |

| 17 de octubre de 2008 | México | 8:0     | Brasil |                                             |                                             |
|                       |        | Reporte |        | Árbitro(s): Donny Gobinsingh Fernando Gómez | Árbitro(s): Donny Gobinsingh Fernando Gómez |

| 18 de octubre de 2008 | Canadá | 3:2     | Barbados |                                        |                                        |
|                       |        | Reporte |          | Árbitro(s): Diego Barbas Ayden Shrives | Árbitro(s): Diego Barbas Ayden Shrives |

| 18 de octubre de 2008 | Chile | 6:0     | Brasil |                                           |                                           |
|                       |       | Reporte |        | Árbitro(s): Devin Hooper Donny Gobinsingh | Árbitro(s): Devin Hooper Donny Gobinsingh |

| 18 de octubre de 2008 | Guyana | 0:13    | México |                                          |                                          |
|                       |        | Reporte |        | Árbitro(s): Jamar Springer Grant Hundley | Árbitro(s): Jamar Springer Grant Hundley |

| 20 de octubre de 2008 | Brasil | 0:9     | Barbados |                         |                         |
|                       |        | Reporte |          | Árbitro(s): Jon Stoller | Árbitro(s): Jon Stoller |

| 20 de octubre de 2008 | Guyana | 0:19    | Chile |                                             |                                             |
|                       |        | Reporte |       | Árbitro(s): Jamar Springer Donny Gobinsingh | Árbitro(s): Jamar Springer Donny Gobinsingh |

| 20 de octubre de 2008 | México | 1:0     | Canadá |                                          |                                          |
|                       |        | Reporte |        | Árbitro(s): Fernando Gómez Grant Hundley | Árbitro(s): Fernando Gómez Grant Hundley |

| 21 de octubre de 2008 | Brasil | 2:0     | Guyana |                         |                         |
|                       |        | Reporte |        | Árbitro(s): Jon Stoller | Árbitro(s): Jon Stoller |

| 21 de octubre de 2008 | Barbados | 4:7     | México |                                        |                                        |
|                       |          | Reporte |        | Árbitro(s): Diego Barbas Ayden Shrives | Árbitro(s): Diego Barbas Ayden Shrives |

| 21 de octubre de 2008 | Chile | 1:2     | Canadá |                                           |                                           |
|                       |       | Reporte |        | Árbitro(s): Fernando Gómez Coen van Bunge | Árbitro(s): Fernando Gómez Coen van Bunge |

| 23 de octubre de 2008 | Barbados | 8:1     | Guyana |                           |                           |
|                       |          | Reporte |        | Árbitro(s): Haider Rasool | Árbitro(s): Haider Rasool |

| 23 de octubre de 2008 | México | 0:5     | Chile |                                         |                                         |
|                       |        | Reporte |       | Árbitro(s): Diego Barbas Fernando Gómez | Árbitro(s): Diego Barbas Fernando Gómez |

| 23 de octubre de 2008 | Canadá | 7:0     | Brasil |                                            |                                            |
|                       |        | Reporte |        | Árbitro(s): Donny Gobinsingh Grant Hundley | Árbitro(s): Donny Gobinsingh Grant Hundley |

## Segunda fase

### 9º al 11º
| 24 de octubre de 2008 | Jamaica | 7:0     | Guyana |                         |                         |
|                       |         | Reporte |        | Árbitro(s): Jon Stoller | Árbitro(s): Jon Stoller |

### Noveno Puesto
| 26 de octubre de 2008 | Jamaica | 0:3     | Brasil |                                         |                                         |
|                       |         | Reporte |        | Árbitro(s): Jamar Springer Devin Hooper | Árbitro(s): Jamar Springer Devin Hooper |

### 5º al 8º
| 24 de octubre de 2008 | T.y Tobago | 3:8     | Barbados |                                        |                                        |
|                       |            | Reporte |          | Árbitro(s): Devin Hooper Ayden Shrives | Árbitro(s): Devin Hooper Ayden Shrives |

| 25 de octubre de 2008 | Puerto Rico | 1:3     | México |                                            |                                            |
|                       |             | Reporte |        | Árbitro(s): Haider Rasool Donny Gobinsingh | Árbitro(s): Haider Rasool Donny Gobinsingh |

### Séptimo puesto
| 26 de octubre de 2008 | T. y Tobago | 6:1     | Puerto Rico |                           |                           |
|                       |             | Reporte |             | Árbitro(s): Haider Rasool | Árbitro(s): Haider Rasool |

### Quinto puesto
| 26 de octubre de 2008 | Barbados | 2:4     | México |                                             |                                             |
|                       |          | Reporte |        | Árbitro(s): Donny Gobinsingh Fernando Gómez | Árbitro(s): Donny Gobinsingh Fernando Gómez |

### Semifinales
| 24 de octubre de 2008 | Argentina | 6:1     | Canadá |                                          |                                          |
|                       |           | Reporte |        | Árbitro(s): Coen van Bunge Grant Hundley | Árbitro(s): Coen van Bunge Grant Hundley |

| 24 de octubre de 2008 | Estados Unidos | 0:6     | Chile |                                         |                                         |
|                       |                | Reporte |       | Árbitro(s): Fernando Gómez Diego Barbas | Árbitro(s): Fernando Gómez Diego Barbas |

### Tercer puesto
| 26 de octubre de 2008 | Canadá | 2:2 (5:6) | Estados Unidos |                                         |                                         |
|                       |        | Reporte   |                | Árbitro(s): Diego Barbas Coen van Bunge | Árbitro(s): Diego Barbas Coen van Bunge |

### Final
| 26 de octubre de 2008 | Argentina | 3:0     | Chile |                                         |                                         |
|                       |           | Reporte |       | Árbitro(s): Grant Hundley Ayden Shrives | Árbitro(s): Grant Hundley Ayden Shrives |

| Bandera de Argentina |
| Campeón Argentina    |

## Estadísticas

### Posiciones
| Posición | Equipo            |
| -------- | ----------------- |
| 1        | Argentina         |
| 2        | Chile             |
| 3        | Estados Unidos    |
| 4        | Canadá            |
| 5        | México            |
| 6        | Barbados          |
| 7        | Trinidad y Tobago |
| 8        | Puerto Rico       |
| 9        | Brasil            |
| 10       | Jamaica           |
| 11       | Guyana            |

### Goleadores
| Jugador                   | Equipo         | Goles |
| ------------------------- | -------------- | ----- |
| Leandro Tolini            | Argentina      | 17    |
| Francisco Aguilar Montoya | México         | 16    |
| Jan Richter               | Chile          | 14    |
| Che Warner                | Barbados       | 12    |
| Will Holt                 | Estados Unidos | 11    |